# Cluis
Cluis là một xã ở tỉnh Indre khu vực trung bộ Pháp. Xã này có diện tích 35,32 km², dân số thời điểm năm 2005 là 1063 người. Khu vực này có độ cao trung bình 283 mét trên mực nước biển.
Sông Bouzanne chảy qua xã này.